# Liste des lieux patrimoniaux des Territoires du Nord-Ouest
Cet article recense les lieux patrimoniaux des Territoires du Nord-Ouest inscrit au répertoire des lieux patrimoniaux du Canada, qu'ils soient de niveau provincial, fédéral ou municipal.

## Liste des lieux patrimoniaux
| [ 1 ] | Lieu patrimonial                                                                | Illustration                                                              | Municipalité                                  | Adresse                               | Coordonnées      | No    | Constr. | Prot.                                           | Rec. | Notes |
| ----- | ------------------------------------------------------------------------------- | ------------------------------------------------------------------------- | --------------------------------------------- | ------------------------------------- | ---------------- | ----- | ------- | ----------------------------------------------- | ---- | ----- |
| F     | Pêches dénées / vestiges du Fort Franklin                                       | Téléverser                                                                | Délįne                                        |                                       | 65.2079 -123.431 | 14385 |         | LHN                                             | 1996 |       |
| F     | Église Notre-Dame-de-Bonne-Espérance                                            | Église Notre-Dame-de-Bonne-Espérance                                      | Fort Good Hope                                |                                       | 66.2521 -128.645 | 1207  | 1885    | LHN                                             | 1977 |       |
| F     | Fort McPherson                                                                  | Fort McPherson                                                            | Fort McPherson                                |                                       | 67.4389 -134.881 | 1141  | 1840    | LHN                                             | 1969 |       |
| F     | Fort Resolution                                                                 | Téléverser                                                                | Fort Resolution                               |                                       | 61.1708 -113.671 | 15669 | 1819    | LHN                                             | 1973 |       |
| P     | Cabane Faille                                                                   | Téléverser                                                                | Fort Simpson                                  |                                       | 61.8653 -121.359 | 10198 | 1920    | Village of Fort Simpson Municipal Historic Site | 2004 |       |
| P     | Hudson's Bay Company Shed                                                       | Téléverser                                                                | Fort Simpson                                  |                                       | 61.8606 -121.351 | 10434 | 1935    | Village of Fort Simpson Municipal Historic Site | 2004 |       |
| P     | Lafferty House                                                                  | Téléverser                                                                | Fort Simpson                                  |                                       | 61.8689 -121.37  | 10435 | 1929    | Village of Fort Simpson Municipal Historic Site | 2004 |       |
| F     | Lieu historique national du Canada d'Ehdaa                                      | Lieu historique national du Canada d'Ehdaa                                | Fort Simpson                                  |                                       | 61.8561 -121.34  | 7758  | 1987    | National Historic Site of Canada                | 2002 |       |
| P     | McPherson House                                                                 | Téléverser                                                                | Fort Simpson                                  |                                       | 61.8594 -121.344 | 10436 | 1936    | Village of Fort Simpson Municipal Historic Site | 2004 |       |
| P     | Old Barn                                                                        | Téléverser                                                                | Fort Simpson                                  |                                       | 61.8667 -121.365 | 10329 | 1920    | Village of Fort Simpson Municipal Historic Site | 2004 |       |
| P     | Fort Smith Mission                                                              | Téléverser                                                                | Fort Smith                                    | Corner of Mercredi and Breynat Street | 60.0039 -111.88  | 1241  | 1954    | Territorial Heritage Park                       | 1993 |       |
| F     | Lieu historique national du Canada Saoyú-?ehdacho                               | Téléverser                                                                | Grizzly Bear Mountain and Scented Grass Hills |                                       | 65.6512 -121.702 | 13033 |         | National Historic Site of Canada                | 1997 |       |
| F     | Lieu historique national du Canada des Sites-de-la-Mission-Hay River            | Téléverser                                                                | Hay River Dene                                |                                       | 60.8153 -115.797 | 12080 | 1940    | National Historic Site of Canada                | 1992 |       |
| F     | Lieu historique national du Canada des Sites-Archéologiques-de-Kittigazuit      | Téléverser                                                                | Kittigazuit                                   |                                       | 69.3417 -133.69  | 15001 | 1900    | National Historic Site of Canada                | 1978 |       |
| F     | Lieu d'hivernage de Parry's Rock                                                | Lieu d'hivernage de Parry's Rock                                          | Region 1, Unorganized                         | Havre Winter, île Melville            | 74.7667 -110.633 | 11660 |         | LHN                                             | 1930 |       |
| F     | Station météorologique aéronautique, Résidence/ bâtiment de la station de radio | Téléverser                                                                | Région 2, Unorganized                         | Fort Reliance                         | 62.712 -109.167  | 9909  | 1948    | ÉFP reconnu                                     | 1995 |       |
| F     | Glacière                                                                        | Téléverser                                                                | Reliance                                      |                                       | 62.7129 -109.166 | 11165 | 1948    | Recognized Federal Heritage Building            | 1995 |       |
| F     | Lieu historique national du Canada Fort-Reliance                                | Téléverser                                                                | Reliance                                      |                                       | 62.4708 -108.562 | 15724 | 1834    | National Historic Site of Canada                | 1953 |       |
| F     | Station météorologique aéronautique, Quartiers / entrepôt, bâtiment 1           | Téléverser                                                                | Reliance                                      |                                       | 62.7216 -109.14  | 9919  | 1948    | Recognized Federal Heritage Building            | 1995 |       |
| F     | Station météorologique aéronautique, Quartiers / entrepôt, bâtiment 2           | Téléverser                                                                | Reliance                                      |                                       | 62.7126 -109.166 | 9907  | 1948    | Recognized Federal Heritage Building            | 1995 |       |
| F     | Station météorologique aéronautique, Quartiers / entrepôt, bâtiment 3           | Téléverser                                                                | Reliance                                      |                                       | 62.7131 -109.167 | 11004 | 1948    | Recognized Federal Heritage Building            | 1995 |       |
| F     | Lieu historique national du Canada de Nagwichoonjik (le fleuve Mackenzie)       | Lieu historique national du Canada de Nagwichoonjik (le fleuve Mackenzie) | Tsiigehtchic                                  |                                       | 67.4423 -133.739 | 9161  |         | National Historic Site of Canada                | 1997 |       |
| P     | Old Anglican Church of Tulita                                                   | Téléverser                                                                | Tulita                                        |                                       | 64.9083 -125.718 | 1243  | 1885    | Territorial Historic Site                       | 1979 |       |
| F     | Chalet de patrouille de gardes de parc                                          | Téléverser                                                                | Wood Buffalo National Park                    |                                       | 60.2667 -114.167 | 4337  | 1929    | Recognized Federal Heritage Building            | 1989 |       |
| M     | Back Bay Cemetery                                                               | Back Bay Cemetery                                                         | Yellowknife                                   |                                       | 62.4697 -114.365 | 1280  | 1946    | City of Yellowknife Municipal Historic Site     | 1996 |       |
| M     | Bullock's Fish and Chips                                                        | Bullock's Fish and Chips                                                  | Yellowknife                                   | 3535 Wiley Road                       | 62.4648 -114.35  | 1244  | 1938    | City of Yellowknife Municipal Historic Site     | 1992 |       |
| M     | Bureau de poste de Yellowknife                                                  | Bureau de poste de Yellowknife                                            | Yellowknife                                   | 4902 - 50th (Franklin) Avenue         | 62.4546 -114.371 | 10234 | 1956    | City of Yellowknife Municipal Historic Site     | 2006 |       |
| M     | Canadian Pacific Float Base                                                     | Téléverser                                                                | Yellowknife                                   | 3502 Wiley Road                       | 62.4671 -114.348 | 1278  | 1946    | City of Yellowknife Municipal Historic Site     | 1992 |       |
| M     | Fireweed Studio                                                                 | Fireweed Studio                                                           | Yellowknife                                   | 5210-49th Avenue                      | 62.4539 -114.377 | 1279  | 1935    | City of Yellowknife Municipal Historic Site     | 1996 |       |
| M     | Hudson Bay Warehouse                                                            | Téléverser                                                                | Yellowknife                                   | 3501 Wiley Road                       | 62.467 -114.348  | 1242  | 1945    | City of Yellowknife Municipal Historic Site     | 1993 |       |
| M     | Old Bank of Toronto Building                                                    | Old Bank of Toronto Building                                              | Yellowknife                                   | 7 Otto Drive                          | 62.47 -114.344   | 1239  | 1938    | City of Yellowknife Municipal Historic Site     | 1999 |       |
| M     | Old Log School House                                                            | Old Log School House                                                      | Yellowknife                                   | 5402-50th Avenue                      | 62.452 -114.377  | 1255  | 1937    | City of Yellowknife Municipal Historic Site     | 1998 |       |
| M     | Wildcat Café                                                                    | Wildcat Café                                                              | Yellowknife                                   | 3509 Wiley Road                       | 62.4666 -114.349 | 1246  | 1938    | City of Yellowknife Municipal Historic Site     | 1992 |       |